# Bandiera gialla

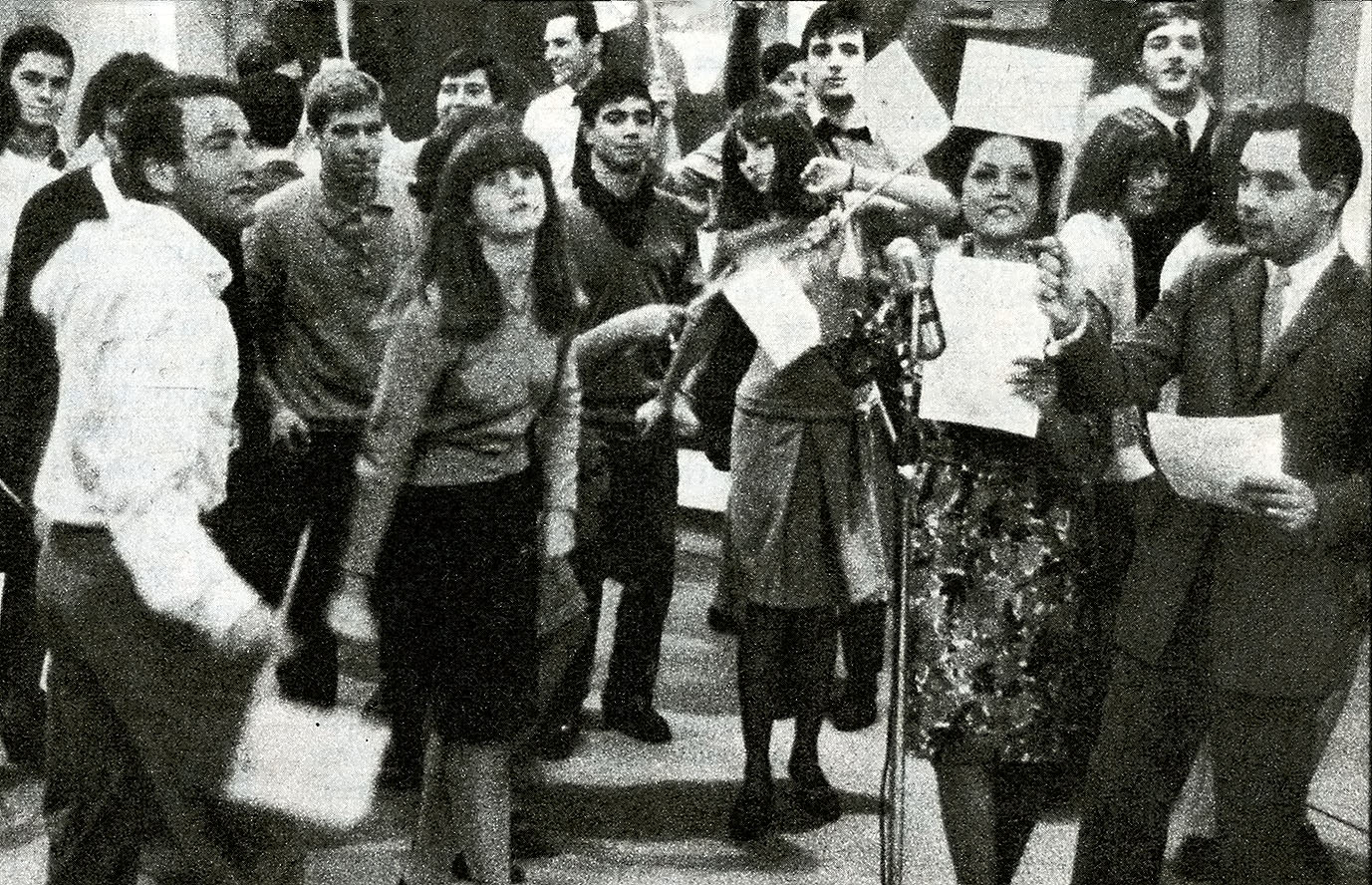
Gianni Boncompagni au cours d'une émission de Bandiera gialla en 1965.

Bandiera gialla était une émission de radio italienne diffusée dans la seconde moitié des années 1960 dans le cadre du deuxième programme Rai Radio 2. La première émission date du 16 octobre 1965 et la dernière du 9 mai 1970. L'émission est dédiée aux premières mondiales de musique et s'adresse au jeune public. 
L'émission était animée par Gianni Boncompagni et Renzo Arbore.
La première idée du programme est de Boncompagni, qui a proposé le titre Sound, rappelant les origines anglo-américaines de la musique pour jeunes alors à l'honneur. La direction de la RAI, en la personne de Luciano Rispoli (it), a pensé l'appeler le Bandiera gialla, ( Drapeau jaune).  Le maestro Giulio Razzi, à l'époque directeur de la Radio, a donné son accord à l'émission.

## Déroulement
L'émission d'une durée d'environ 50 minutes était diffusée le samedi après-midi à 17h40 et était enregistrée les jours précédents dans les studios de via Asiago à Rome.
Chaque épisode présentait douze chansons, récemment publiées ou encore inédites sur le marché italien, présentées par groupes de trois, puis le public, tous des jeunes, était appelé à voter pour la meilleure de chaque trio au moyen de drapeaux jaunes.
Les quatre meilleures chansons allaient en finale. La chanson gagnante était proclamée « Disco giallo » (Disque jaune).
Le public était composé de 40 adolescents, dont les trois quarts étaient des invités réguliers, choisis parmi les adeptes de la discothèque romaine Piper Club, quelques enfants de cadres de la RAI et parfois parmi les aspirants venus dans les studios. Certains sont devenus des personnalités connues comme  Mita Medici, Renato Zero,  Valeria Ciangottini et Donatella Turri.
Le thème original du générique, T-Bird est interprété par Rocky Roberts accompagné de son groupe, les Airedales.
L'émission a inspiré le film  I ragazzi di Bandiera Gialla (it), musicarello de 1967 dirigé par Mariano Laurenti.

## Articles annexes
- Chanson italienne
- Per voi giovani